# St. Ulrich (Röttenbach)

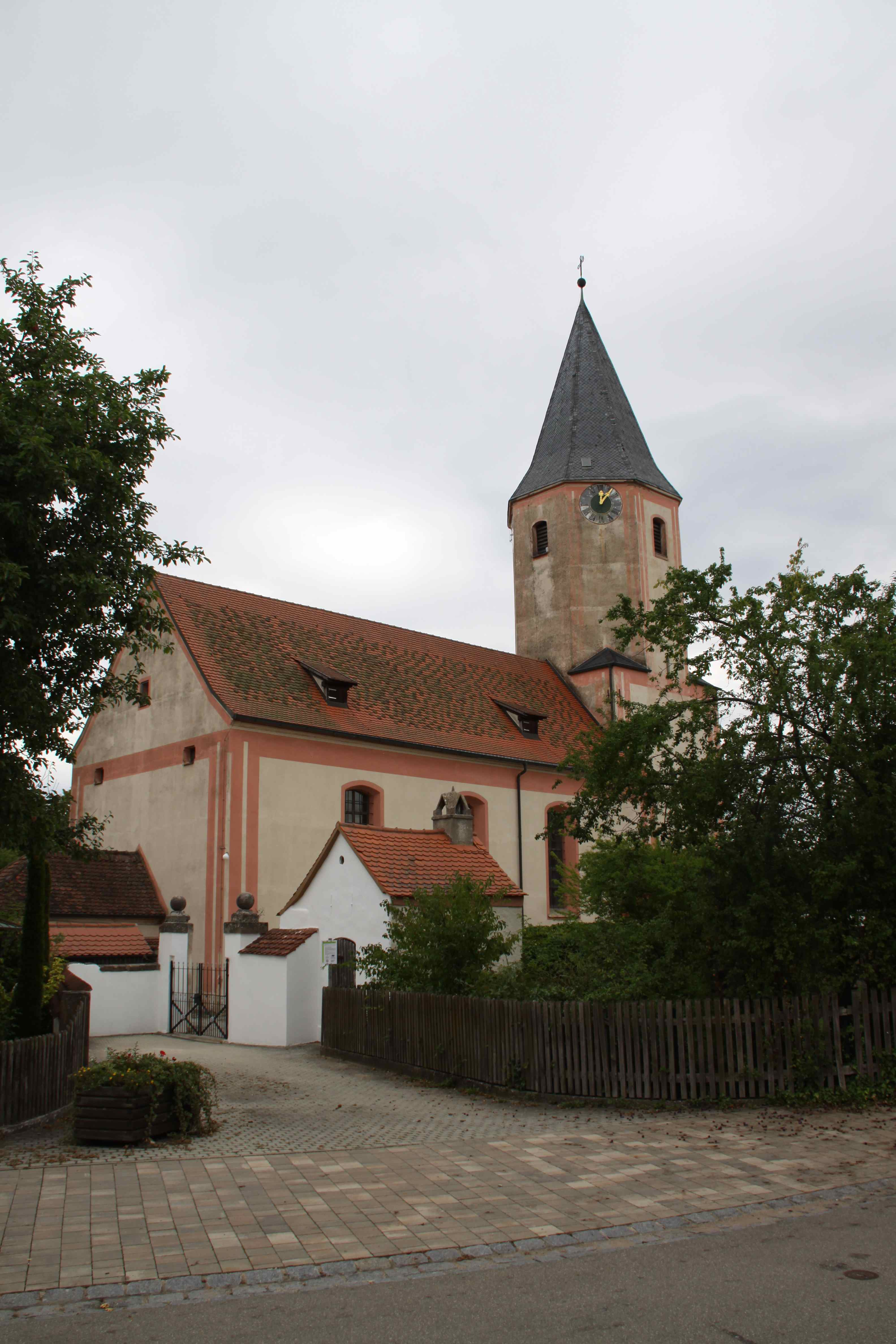
St. Ulrich (Röttenbach)

Die römisch-katholische, denkmalgeschützte Friedhofskapelle St. Ulrich, bis 1974 Pfarrkirche, befindet sich in Röttenbach, einer Gemeinde im Landkreis Roth (Mittelfranken, Bayern). Das Bauwerk ist unter der Denkmalnummer D-5-76-141-5 als Baudenkmal in der Bayerischen Denkmalliste eingetragen. Die Pfarrei gehörte zum Pfarrverband Georgensgmünd-Röttenbach im Dekanat Roth-Schwabach des Bistums Eichstätt.

## Beschreibung
Die unteren Geschosse des Chorturms stammen noch aus dem Mittelalter. An ihn wurde 1638 das Langhaus nach Westen angebaut. 1730 wurde die Kirche barock umgestaltet und der Chorturm mit einem achteckigen Geschoss aufgestockt, das die Turmuhr und den Glockenstuhl beherbergt, und mit einem achtseitigen, schiefergedeckten Knickhelm bedeckt.
Der Innenraum des Langhauses ist mit einer Flachdecke mit Hohlkehle überspannt, der des Chors mit einem Spiegelgewölbe. Zur Kirchenausstattung gehören der um 1730 gebaute Hochaltar und die in derselben Zeit aufgestellte Kanzel. Im Langhaus befindet sich das Wappen von Karl Heinrich von Hornstein.